# برگی از زندگی
برگی از زندگی یک مجموعه تلویزیونی محصول سال ۱۳۷۳ به کارگردانی هرمز هدایت،  می‌باشد که از شبکه دو پخش شد.

## بازیگران
- ثریا قاسمی
- احمد آقالو
- مریم سعادت
- آزیتا لاچینی
- ناصر نجفی
- صدیقه کیانفر
- شهین علیزاده
- علی رامز
- مریم معترف
- همایون ایران‌پوی
- افسانه ماهیان
- مینو زاهدی
- میترا اویسی
- لیلی رشیدی
- امیرحسین صدیق
- طناز فتحی
- محمد روحی
- افسانه چهره‌آزاد
- امیرحسین سلیمانی
- گلبرگ ابوترابیان
- مریم میخچیان
- حمید گلی
- وفا حمزه پور
- وحید رزاقی
- امیر زنگی
- محمود تیموری
- آزیتا بهمنش
- محمد مسلمی
- محمد شکوهی خرم
- الکا هدایت
- و . . .